# Series Mania
Séries Mania (также Series Mania Lille / Hauts-de-France или Lille / Hauts-de-France 2 International Series Festival) — ежегодный международный фестиваль сериалов, который проходит во Франции в городе Лилль.

## История
Фестиваль Series Mania был основан в 2010 году на Forum des Images в Париже. Проходил ежегодно на площадке в торговом центре Forum des Halles. Первый выпуск прошёл с 6 по 11 апреля 2010 года. Его программу разрабатывали Лоуренс Херсберг (генеральный директор), Фредерик Лавинь (художественный руководитель), Элиза Тессарек, Морис Фридланд (художественный делегат), Франсуа Флорентини и Мари-Элизабет Дерош-Миль. Фестиваль был создан для французских, международных, неопубликованных, недавно-вышедших телесериалов и их превью на международной площадке.
16 декабря 2015 года министр культуры Флёр Пельрен связалась с Лоуренс Херсберг, чтобы создать во Франции крупный международный фестиваль телесериалов, подобный Каннскому кинофестивалю. В 2016 году, после того, как Флёр Пельрен покинула должность, проект перешёл к новому министру культуры Одри Азуле. В том же году был начат приём заявок на размещение фестиваля. По итогам конкурса было выбрано пять городов: Канны, Бордо, Ницца, Париж и Лилль. Уникальный грант в размере миллиона евро, выделенных CNC на «Международный фестиваль сериалов», по итогам конкурса выиграл город Лилль.
Город выбрали из-за его расположения и развитой инфраструктуры. Он находится в самом сердце Северной Европы, в одном часе езды от Парижа. В городе есть международный Аэропорт Лилль и железная дорога, хорошо развита внутренняя инфраструктура: есть метро, трамваи, автобусы, кольцевая дорога, автомагистрали и так далее. В Лилле много туристических достопримечательностей и отелей.

В 2017 году на фестивале представлено 60 сериалов, 31 из которых — мировые или международные премьеры. В том же году впервые были представлены российские сериалы. Участие принимали «Лучше, чем люди» Александра Кесселя, «Салам Масква!» Павла Барлина, «Измены» Вадима Перельмана и «Спарта» продюсерской компании «Среда».

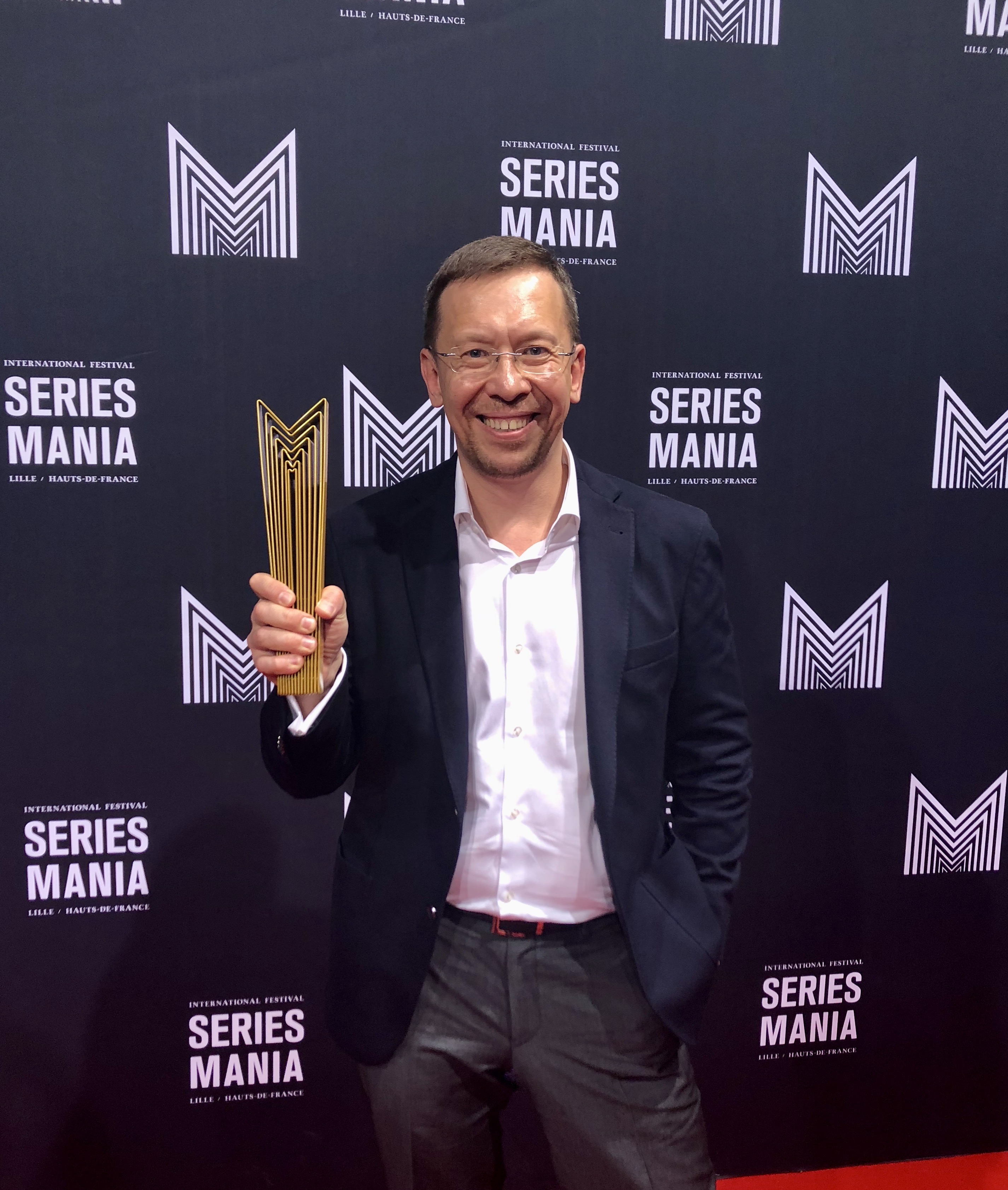
Альберт Рябышев на фестивале Series Mania, 2018 год

В 2018 году фестиваль впервые проходил в Лилле. Лоуренс Херсберг, которая 15 лет руководила Forum des Images и была соавтором фестиваля, стала его генеральным директором.
В программу Series Mania 2019 года были отобраны около 70 сериалов, включая производство России, Кореи, Японии, Британии, Израиля, Скандинавии и других стран. При фестивале были организованы телерынок и форум, на которых присутствовало 2500 профессионалов из 40 стран. Почётными гостями были актёры: Ума Турман, Фредди Хаймор и Ив Ренье; писатели: Чарли Брукер и Хьюго Блик; продюсер Аннабель Джонс и режиссёр Эрик Рочан.
Одиннадцатый фестиваль должен был пройти в Лилле с 20 по 28 марта 2020 года. Был запланирован показ 74 новых сериалов, из которых 38 — мировые премьеры. Всего было представлено 25 стран, а на форуме ожидалось участие 3000 специалистов. Но в связи с пандемией коронавирусной инфекции в 2020 году Series Mania был отменён, но частично перенесён в онлайн-формат. 17 марта 2020 года организаторы фестиваля запустили онлайн-платформу Digital Forum, на которой вышли презентации проектов и пилотные серии сериалов, которые должны были представить на Series Mania и Series Mania Forum.
В 2021 году Международный питчинг выиграл сериал Александра Роднянского «Красная радуга».
В 2022 году Россию отстранили от участия в фестивале.

## Номинации
Международный конкурс (Международное жюри):
- Главный приз
- Специальный приз
- Лучший актёр
- Лучшая актриса

Приз зрительских симпатий (зрители фестиваля)
Французский конкурс (Международное жюри):
- Лучшая серия
- Лучший актёр
- Лучшая актриса

Конкурс короткометражек (профессиональное жюри):
- Лучшая серия

Международная панорама:
- Лучшая серия

Вечера комедий:
- Лучшая комедия[22]

## Призёры

### Международный конкурс
| Даты                            | Зрители                                           | Главный приз                    | Специальный приз                         | Лучший актёр                                                                 | Лучшая актриса                                           | Приз зрительских симпатий                                         |
| ------------------------------- | ------------------------------------------------- | ------------------------------- | ---------------------------------------- | ---------------------------------------------------------------------------- | -------------------------------------------------------- | ----------------------------------------------------------------- |
| 11 по 17 апреля 2011 г.         | -                                                 | «Ксанаду»                       | «Метка»                                  | Сами Буажила («Метка»)                                                       | Карин Ляшенко («Месть Тони»)                             | «Аббатство Даунтон» ( Великобритания)                             |
| 16 по 22 апреля 2012 г.         | -                                                 | «Клирики»                       | -                                        | Жильбера Мелки («Кабульская кухня»)                                          | Зара Прассинот, Камилла Кларис и Алисс Халлали («Битва») | «Top Boy» (Великобритания ), «Родина» (США )                      |
| 22 по 28 апреля 2013 г.         | более 15 000 чел.                                 | «Французская деревня»           | -                                        | Абдельхафид Металси, («Шериф»)                                               | Анн Кайон («Dos au mur»)                                 | «Никогда не вытирай слёзы без перчаток» (Швеция )                 |
| 22 — 30 апреля 2014 г.          | 18 500                                            | «Клирики» (2-й сезон)           | -                                        | Жан-Юг Англад («Пассажир»)                                                   | Мари-Ив Перрон («Франция - Квебек»)                      | «Саутклифф» (Великобритания )                                     |
| 17 — 26 апреля 2015 г.          | 22 100 зрителей                                   | «Вся жизнь впереди» (1-й сезон) | -                                        | Матьё Кассовиц («Бюро»)                                                      | Аликс Пуассон («Исчезновение»)                           | «Фауда» (США , Израиль)                                           |
| 15 — 24 апреля 2016 г.          | 40 тысяч зрителей и 1300 представителей индустрии | «Маргинал»(Аргентина)           | «Случай в Кеттеринге» (Австралия )       | -                                                                            | -                                                        | «Прекрасный отдых» (Бельгия ) «Полярный день» (Франция , Швеция ) |
| 13 по 23 апреля 2017 г.         | -                                                 | «Ваша честь» (Израиль)          | «Я люблю Дика» (США )                    | Кида Кодр Рамадан («4 квартала», Германия )                                  | Анну Фрил («Сломленный», Великобритания )                | «Хорошая борьба» (США )                                           |
| 27 — 5 мая 2018 г.              | Более 55 тыс. человек                             | «On the Spectrum» (Израиль)     | «Чудо: Слёзы Мадонны»(Италия , Франция ) | Томмазо Раньо («Чудо-чудо»)                                                  | Анна Михалкова («Обычная женщина», Россия )              | «Удивительная миссис Мейзел» (США )                               |
| 22 по 30 марта 2019 г.          | -                                                 | «Добродетели» (Великобритания)  | «Только сегодня» (Израиль )              | Стивен Грэм («Добродетели», Великобритания )                                 | Марина Хэндс («Невинная ложь», Франция )                 | «Невинная ложь» (Франция )                                        |
| 26 августа — 2 сентября 2021 г. | -                                                 | «Чёрный порт» (Исландия )       | -                                        | Итамар Ротшильд, Орр Амрами и Шмуэль Вилозни («Эхо твоего голоса», Израиль ) | Мари Ройтер («Камикадзе», Дания )                        | «Жерминаль» (Франция)                                             |
| 18 — 25 марта 2022 г.           | -                                                 | -                               | -                                        | -                                                                            | -                                                        | -                                                                 |

### Французский конкурс
| Год  | Лучший сериал                    | Лучший актёр                                                       | Лучшая актриса                     |
| ---- | -------------------------------- | ------------------------------------------------------------------ | ---------------------------------- |
| 2015 | «Вся жизнь впереди» (1-й сезон)  |                                                                    |                                    |
| 2016 | «Перемирие» (Бельгия , Франция ) | Анджело Бисон («Враг общества»)                                    | Лоуренс Лебёф («Marche à l'ombre») |
| 2017 | «Трансфер» (Бельгия , Франция )  | Арье Вортальтер («Трансфер»)                                       | Офелия Колб («On va s’aimer»)      |
| 2018 | «К жизни» (Франция )             | Брайан Марсиано («Двадцать пять»), Рошди Зем («Война с животными») | Анн Шарье («Пока ты не спишь»)     |
| 2019 | «Остров» (Франция )              | Грегори Монтель («Гранд базар»)                                    | Кэрол Уэйерс («Двойник Дже»)       |
| 2021 | «Jeune et Golri»                 | Дэниэл Нджо Лобе («Le Code»)                                       | Ариана Лабед («L’Opéra»)           |

### Другие
| Год  | Меджународная панорама                                                                                                  | Выбор блогерров                                                          | Выбор интернет-пользователей         | Премия Ассоциации критиков сериалов | Конкурс короткометражек                                       | Марафон комедий             | Вечерние комедии             |
| ---- | --- | ------------------------------------------------------------------------ | ------------------------------------ | ----------------------------------- | ------------------------------------------------------------- | --------------------------- | ---------------------------- |
| 2014 | - | «Женщина» (Япония )                                                      | «Кайф с доставкой» (Великобритания ) | -                                   | -                                                             | -                           | -                            |
| 2015 | - | «Германия-83» (Германия ); «Голубые глаза» (Швеция ) Strikers (Бельгия ) | «Ex-Model» (Франция , Китай )        | -                                   | -                                                             | -                           | -                            |
| 2016 | - | «NSU German History X» (Германия )                                       | «Свидание с Дали» (Испания )         | «Мистер Робот» (США )               | -                                                             | -                           | -                            |
| 2017 | - | -                                                                        | «Loulou» (Франция )                  | -                                   | -                                                             | -                           | -                            |
| 2018 | «Кири» (Великобритания )                                                                                                | -                                                                        | -                                    | -                                   | «Первая любовь» (Франция , США ); «Кики и Китти» (Австралия ) | «Кики и Китти» (Австралия ) | -                            |
| 2019 | «Exit» (Норвегия ) | -                                                                        | -                                    | -                                   | «People Talking» (Испания )                                   | -                           | «Ты меня слышишь?» (Канада ) |
| 2021 | «Последний социалистический артефакт» (Хорватия ), «Vida de colores» (Колумбия ), «We Are Lady Parts» (Великобритания ) | -                                                                        | -                                    | -                                   | «Something Undone» (Канада )                                  | -                           | «Фиск» (Австралия )          |